# Долгое (Вейделевский район)
Долгое — село в Вейделевском районе Белгородской области России, административный центр Должанского сельского поселения.

## География
Село расположено в юго-восточной части Белгородской области, на реке под названием Россошь (левый приток Полатовки, бассейна Оскола), в 10,3 км по прямой к северо-северо-востоку от районного центра, посёлка Вейделевки.

## История

### Происхождение названия и жителей
Слобода Долгое была основана в конце XVIII века. Получила название из-за своей растянутости. Жители — выходцы из Ливенского казачьего ландмилицкого полка, служивые люди крепости Полатов. По другой версии слобода основана выходцами из Старого Оскола.

### Исторический очерк
Первое поселения располагалось по обе стороны яра, близ которого в XX веке находился аэродрома. Грунтовые воды залегали на большой глубине, был только один источник воды — родничок, который не мог обеспечить водой все село. Поэтому должане решили перебраться на новое место жительства, богатое водой, где были большие заросли вербы. Земля эта была государственная, не распахивалась, поэтому переселение должно происходить по разрешению властей. Сделать это в то время было непростым делом. Земский начальник Жогин рекомендовал провести переселение ночью, при этом провести остолбление земельных участков, что придавало перемещению законный вид. Летом 1830 года началось переселение крестьян на новое место жительства. Так возникло село, которое также получило название Долгое.
Крестьяне срединной части слободы Долгое были вольными в отличие от крестьян Головинки и Лукачевки, которые были панскими.
В 1909 году в слободе открыта двухклассная школа. Она относилась к разряду церковно-приходских. Постройкой школы руководило Валуйское земство. В школе работал один учитель. Крестьяне не спешили отдавать своего ребёнка в церковно-приходскую школу, а посылали работать, чтобы прокормить семью. В 1912 году были построены школы на хуторах Лукачевка, Ростошь, Потоловка, Париж.
В 1914 году началась Первая мировая война. Власти забирали у крестьян лошадей, фураж, зерно. Многие должане были отправлены на фронт, многие из них погибли, другие попали в плен, семьи остались без кормильцев.
17 декабря 1917 года в Валуйском уезде был создан революционный комитет, там же 25 января 1918 года состоялся I уездный совет, объявивший советскую власть во всех волостях и селах уезда. Первый совет в Долгом появился в 1918 году, его первым председателем был Иван Андреевич Глущенко. В этом же году церковь закрыли и переоборудовали под школу, в которой был один класс. Первую учительницу звали Клавдия Митрофановна Зубкова.
В 1917-1920 годы власть в Долгом менялась по несколько раз в год. Крестьяне уходили в леса в партизаны, уничтожали оккупантов. Партизанские отряды из всех окрестных сел были сведены в одно соединение — Валуйскую революционную повстанческую армию, командиром которой был А. Авилов.
Утром 26 ноября 1918 года армия выступила на борьбу за освобождение Валуйского уезда от немецких оккупантов и гайдамацких банд. К началу декабря весь уезд был полностью освобожден от оккупантов, уездные организации из Никитовки вернулись в Валуйки.
В 1929 году в Долгом был сформирован колхоз «Сталь».
В 1930-е годы на территории села было образовано еще три колхоза: «За власть Советов», им. Карла Маркса, «Парижская коммуна».
В 1933 году в селе Долгом стала работать семилетняя школа. Перед войной в школе училось 470 человек, была введена «двухсменка».
В начале 1940-х годов на территории села Долгого было восемь колхозов: «За власть Советов» (хутор Лукачевка), им. Демьяна Бедного, «Парижская Коммуна», «Сталь», им. Кирова (хутор Россошь), «Красный пролетарий» (хутор Потоловка), им. Карла Маркса, «Красный путиловец» (хутора Жуково, Хмелевое и Сухаревка).
В годы Великой Отечественной войны школу в Долгом закрыли, многие учителя ушли на фронт.
В июле 1942 года село было оккупировано немецко-фашистскими войсками, оккупация продолжалась 196 дней. В период оккупации были расстреляны Евлампий Тимофеевич Гредякин (1892 г. р.), Григорий Евлампиевич Гредякин (сын), Иван Савельевич Кондраков, Прокофий Матвеевич Коробов, Дмитрий Прокофиевич Коробов (сын).
В январе 1943 года село было освобождено от оккупантов. Школа в селе Долгом возобновила свою работу сразу после освобождения.
В июле 1956 года колхозы им. Кирова и им. Ленина были объединены в один колхоз им. Ленина.
До середины 1950-х годов в селе Долгом работала изба-читальня, там были газеты, журналы и немного книг. Читальня находилась в бывшем доме священнослужителя. Заведовала читальней Екатерина Гридякина. Впоследствии библиотеку переводили в здание сельского совета, в контору совхоза, в здание клуба.
В июне 1957 года образован совхоз «Луговое», объединивший сёла Долгое, Ромахово, Луговое, хутора Рящин, Артеменков, Погребицкий. Центром совхоза «Луговое» стало село Долгое.
В 1960-х годах к селу Долгому было подведено радио, были построены баня, пекарня, столовая, клуб и жилые дома для рабочих совхоза.
В 1962 году Никитовский район был расформирован, Никитовка стала относиться к Красногвардейскому району, а село Долгое вошло в состав Вейделевского района.
В 1980-е годы в селе были построены: Дом быта, мастерские, склады для зерна, магазины, жилые дома для специалистов и рабочих совхоза.
В 1984-1986 годах были построены 15 панельных железобетонных домов на два хозяина. Это были первые дома с газовым отоплением и водопроводом.
20 мая 1988 года произошло разукрупнение совхоза «Луговое». Села Луговое, Ромахово, хутора Рящин, Артеменков, Погребицкий остались в совхозе «Луговое», а село Долгое, хутора Потоловка, Россошь образовали совхоз «Должанский».
В конце января 1992 года совхоз «Должанский» прекратил свое существование, на его базе было создано акционерное общество «Должанское».

## Население
В 1812 году слобода насчитывала 361 жителя, около 80 дворов. 
| 1859 | 1897 | 2002  | 2010 |
| ---- | ---- | ----- | ---- |
| 393  | ↗990 | ↗1130 | ↘910 |

## Прославленные уроженцы
Героически сражались должане в годы войны. Майор Андрей Александрович Дементьев за мужество и героизм, проявленный при штурме Берлина, был удостоен звания Героя Советского Союза. Петр Гаврилович Шумский награжден орденом Кутузова за освобождение города Шахты, имеет три ордена Красной Звезды. В честь погибших земляков в центре села Долгого установлен обелиск.